# Косогорово
Косого́рово (рос. Косогорово) — село у складі Яшкинського округу Кемеровської області, Росія.

## Населення
Населення — 8 осіб (2010; 25 у 2002).
Національний склад (станом на 2002 рік):
- росіяни — 96 %